# Ford Capri EV
Ford Capri — це електричний компактний кросовер (C-сегмент), який випускається компанією Ford через європейські підрозділи. Автомобіль, який виробляється на Кельнському заводі в Німеччині та продається в основному в Європі, базується на платформі Volkswagen Group MEB.

## Огляд

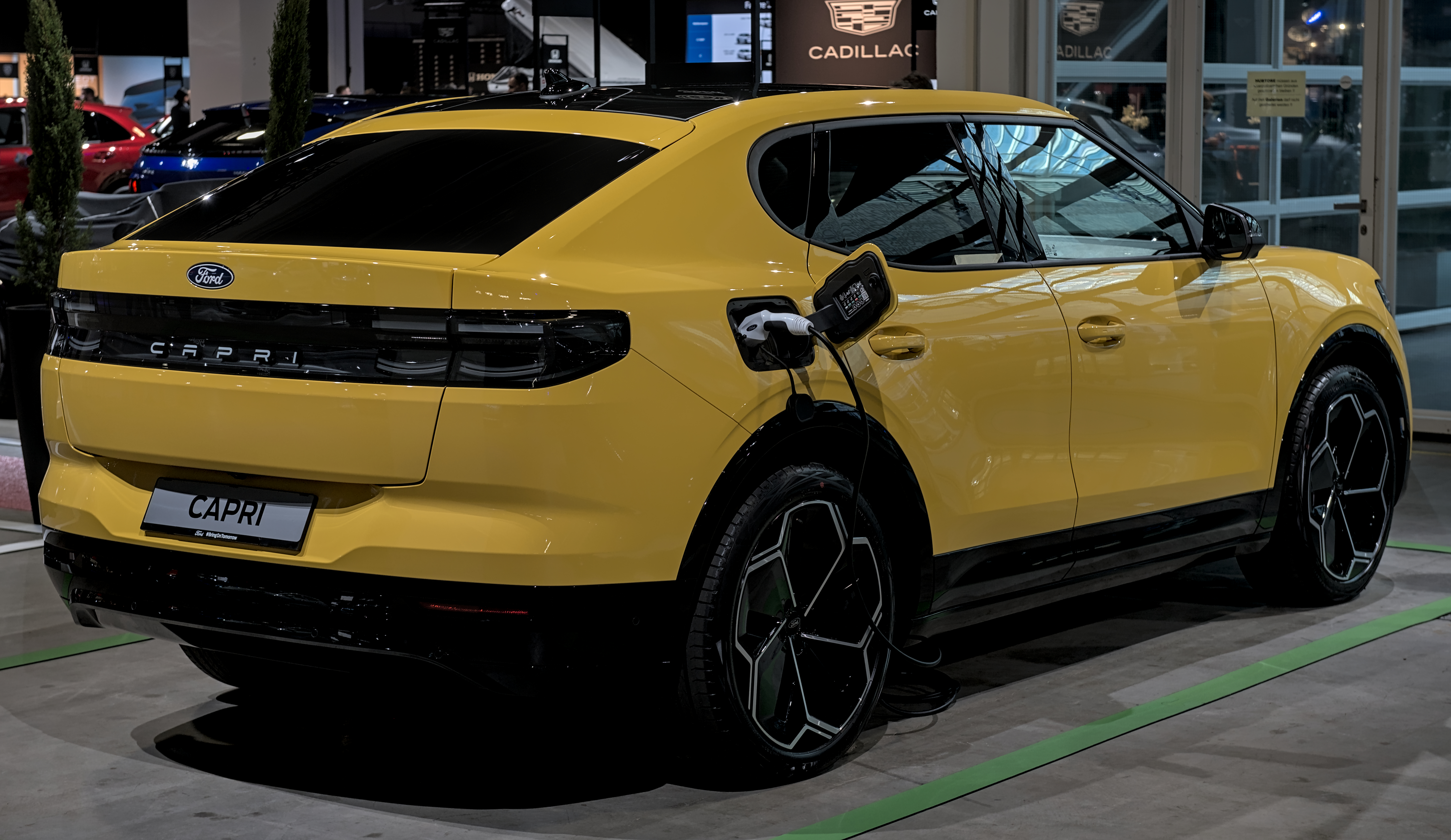

На початку 2023 року висловлювалися припущення, що Ford може відродити назву Capri у Європі як електричний спортивний кросовер-купе, подібно до відродження Puma у 2019 році. Хоча назва Capri не була підтверджена Ford, натомість її назвали ″Спортивний кросовер″ до офіційного запуску в 2024 році, автомобіль базуватиметься на платформі Volkswagen Group MEB і матиме спільні технології та дизайнерські риси з Ford Explorer EV 2024 року.  Пізніше закамуфльований передсерійний автомобіль буде сфотографований під час поїздки по Кельну в листопаді 2023 року. 
Автомобіль було представлено 10 липня 2024 року.

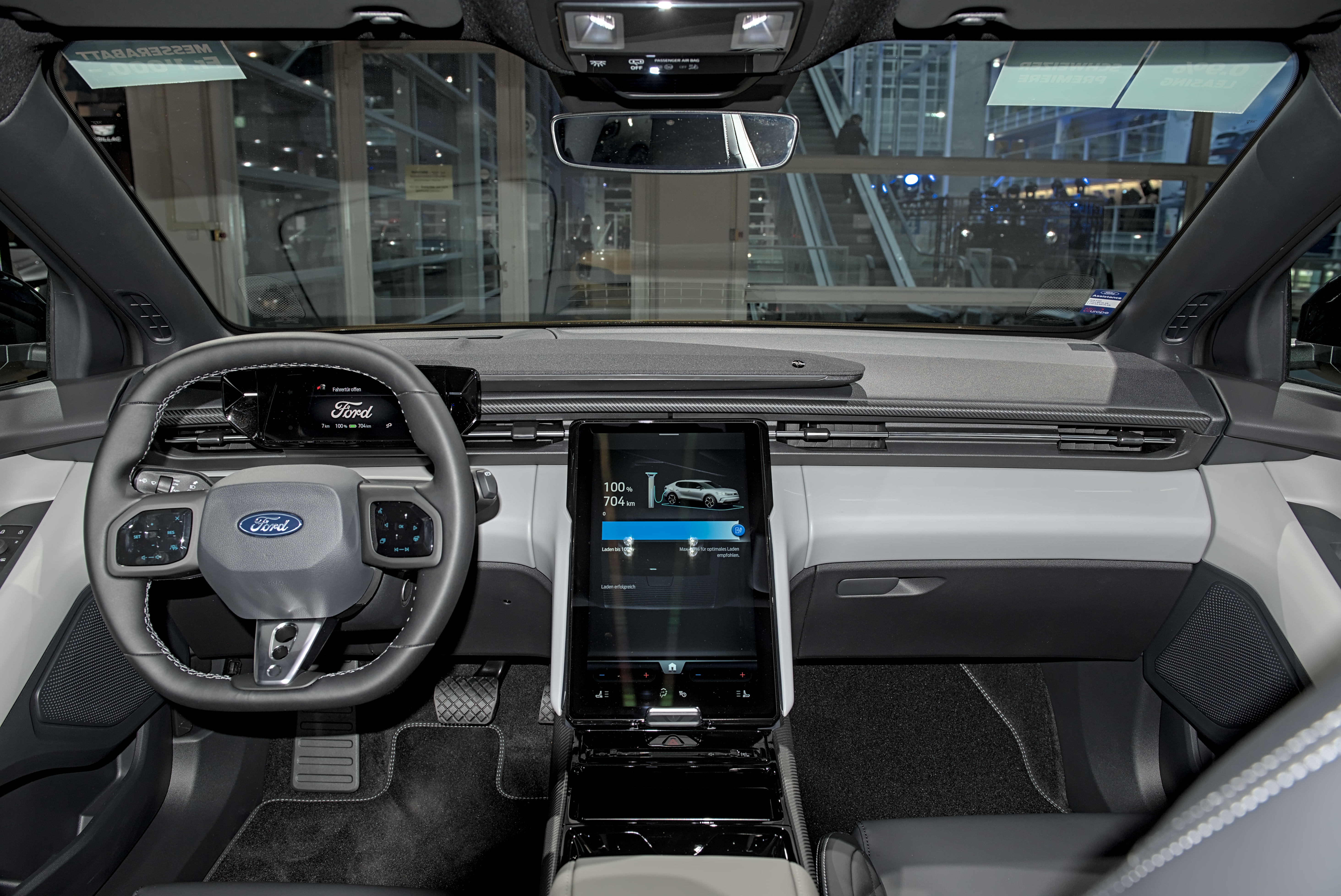

Capri є частиною стратегії Ford Hero Nameplates, яка передбачає створення унікальних автомобілів, які відрізнятимуться один від одного та серед конкурентів. Завдання для Ford полягало в тому, щоб уникнути створення ретро-автомобіля, замість цього створити сучасний автомобіль, орієнтований на клієнтів «Aspirer», які першими прийняли сучасні технології. 

### Дизайн
Capri має багато елементів стилю, запозичених у Explorer EV, з кількома панелями кузова, такими як капот, передні крила та двері, спільні між двома моделями. Порівняно з Explorer EV, підвіска Capri занижена на 10 мм і має більш жорстке налаштування. 
Зовнішній вигляд включає чотири світлодіодні елементи фар, з’єднані горизонтальною чорною решіткою радіатора в ретроспективі з деталлю, яка стала культовою у 1980-х роках. Збоку представлений силует купе, подібний до оригінальної моделі, з унікальною галочкою «Capri Swoosh» на бічних вікнах. Задня панель відображає передню частину зі світлодіодними задніми ліхтарями, розділеними на чотири елементи, з’єднаних чорною панеллю на всю ширину. За глянцевою чорною декоративною частиною розміщено напис Capri, а склоочисник заднього скла виключено, щоб «не порушити елегантний профіль автомобіля». Передні та задні ліхтарі мають ефект «собачої кістки», з’єднаний з глянцевими чорними елементами обробки, які мають намір відтворити дизайн фар Capri третього покоління.

### Інтер'єр
Інтер’єр Capri має людиноцентричний і мінімалістичний підхід. Він оснащений 5-дюймовою цифровою панеллю приладів, регульованим 15-дюймовим сенсорним екраном Sync Move та динаміком звукової панелі Bang and Olufsen, який охоплює верхню частину приладової панелі. Capri використовує новий матеріал під назвою «Sensical», який не містить шкіри та це частина цілей сталого розвитку Ford.
Якщо відсунути сенсорний екран назад, ви побачите простір для зберігання, що замикається, під назвою «моя особиста шафка» з входами USB. Є два відділення для речей; один із бездротовою зарядкою для телефонів, а інший зі знімними підстаканниками, оскільки європейські споживачі віддають перевагу зберіганню, а не підстаканникам. Під переднім центральним підлокітником є місце для зберігання MegaConsole об’ємом 17 л, що стало першим в автомобільній промисловості.
Третя спиця рульового колеса має ефект металу з просвердленими отворами в ретроспективі Cortina Mark II, на якій базувався оригінальний Capri, а базова модель стандартно постачається з тканинними сидіннями з вінтажною смугою.